# NXT Heritage Cup
L'NXT Heritage Cup è un titolo di wrestling di proprietà dalla WWE ed esclusivo del roster di NXT, ed è detenuto da Channing "Stacks" Lorenzo dal 24 giugno 2025.
Istituito il 26 novembre 2020, è il primo titolo in WWE a venire rappresentato non da una cintura ma da un trofeo, e fino al 2022 faceva parte del roster di NXT UK.

## Storia
Il 10 settembre 2020 la WWE annunciò il rilancio del brand di NXT UK, bloccato a marzo a causa della pandemia di COVID-19 che ha coinvolto tutto il mondo, compreso il Regno Unito. Insieme a questo rilancio, venne annunciato un torneo per determinare il vincitore dell'NXT UK Heritage Cup.
Tale torneo, caratterizzato dai british rounds rules match, vide la partecipazione di A-Kid, Alexander Wolfe, Dave Mastiff, Flash Morgan Webster, Joseph Conners, Noam Dar e Trent Seven. Nella finale, svoltasi il 26 novembre 2020 a NXT UK (anche se la data effettiva era sconosciuta), A-Kid prevalse su Trent Seven conquistando il trofeo.
Il titolo è il primo, e finora unico, in WWE ad essere rappresentato da una trofeo anziché da una cintura, ed esso può venir difeso come gli altri titoli ma solamente in british rounds rules match.
Dopo la chiusura di NXT UK e al termine di NXT Worlds Collide, svoltosi il 4 settembre 2022, il titolo rimase inattivo fino alla puntata di NXT del 4 aprile 2023, quando il campione Noam Dar fece il suo ritorno nello show portando con sé il trofeo. L'11 aprile 2023 venne rinominato NXT Heritage Cup, mantenendo tutte le precedenti regole che aveva per essere vinto (ossia quelle del british rounds rules match).

## Nomi
| Nome                | Anno                           |
| ------------------- | ------------------------------ |
| NXT UK Heritage Cup | 26 novembre 2020–4 aprile 2023 |
| NXT Heritage Cup    | 11 aprile 2023–presente        |

## Albo d'oro
| #  | Campione                  | Regno | Data             | Giorni | Località              | Evento       | Note | Fonti         |
| -- | ------------------------- | ----- | ---------------- | ------ | --------------------- | ------------ | --- | ------------- |
| 1  | A-Kid                     | 1     | 26 novembre 2020 | 175    | Londra                | NXT UK       | A-Kid sconfisse Trent Seven in un british rounds rules match per 2-1 nella finale del torneo per l'assegnazione del titolo. La data effettiva dell'evento non è nota, e la WWE la riconosce come il 26 novembre 2020, data in cui si svolse la puntata.                                         | [ 5 ]         |
| 2  | Tyler Bate                | 1     | 20 maggio 2021   | 161    | Londra                | NXT UK       | In un british rounds rules match vinto per 1-0. La data effettiva dell'evento non è nota, ma la WWE la riconosce come il 20 maggio 2021, data in cui si svolse la puntata. | [ 6 ]         |
| 3  | Noam Dar                  | 1     | 6 ottobre 2021   | 260    | Londra                | NXT UK       | In un british rounds rules match vinto per 2-1 dopo che Trent Seven lanciò per errore l'asciugamano sul ring per Bate. In onda il 28 ottobre 2021. | [ 7 ]         |
| 4  | Mark Coffey               | 1     | 23 giugno 2022   | 14     | Londra                | NXT UK       | In un british rounds rules match vinto per 2-1. In onda il 14 luglio 2022. | [ 8 ]         |
| 5  | Noam Dar                  | 2     | 7 luglio 2022    | 341    | Londra                | NXT UK       | In un british rounds rules match vinto per 2-1. In onda il 25 agosto 2022. Il 4 settembre 2022, dopo NXT Worlds Collide, il trofeo divenne inattivo fino al'11 aprile 2023, quando divenne un'esclusiva di NXT cambiando nome in NXT Heritage Cup.                                              | [ 9 ]         |
| 6  | Nathan Frazer             | 1     | 13 giugno 2023   | 70     | Orlando, Florida      | NXT          | In un british rounds rules match vinto per 2-1. Oro Mensah sostituì l'indisponibile Noam Dar (kayfabe). | [ 10 ]        |
| 7  | Noam Dar                  | 3     | 22 agosto 2023   | 189    | Orlando, Florida      | NXT Heatwave | In un british rounds rules match vinto per 2-1. | [ 11 ]        |
| 8  | Charlie Dempsey           | 1     | 27 febbraio 2024 | 77     | Orlando, Florida      | NXT          | In un british rounds rules match vinto per 2-1. Il 5 marzo, nella puntata speciale NXT Roadblock, la stable di Dempsey, i No Quarter Catch Crew (Damon Kemp, Drew Gulak e Myles Borne), annunciò che tutti i suoi membri avrebbero potuto difendere l'NXT Heritage Cup sotto la "Catch Clause". | [ 12 ] [ 13 ] |
| 9  | Tony D'Angelo             | 1     | 14 maggio 2024   | 91     | Orlando, Florida      | NXT          | In un british rounds rules match vinto per 2-1. | [ 14 ]        |
| 10 | Charlie Dempsey           | 2     | 13 agosto 2024   | 126    | Orlando, Florida      | NXT          | In un british rounds rules match vinto per 2-1. | [ 15 ]        |
| 11 | Lexis King                | 1     | 17 dicembre 2024 | 126    | Lowell, Massachusetts | NXT          | In un british rounds rules match vinto 1-0 per squalifica. | [ 16 ]        |
| 12 | Noam Dar                  | 4     | 22 aprile 2025   | 59     | Las Vegas, Nevada     | NXT          | | [ 17 ]        |
| 13 | Channing "Stacks" Lorenzo | 1     | 24 giugno 2025   | 7      | Orlando, Florida      | NXT          | | [ 18 ]        |